# 吉田宗洋
吉田 宗洋 （よしだ むねひろ、1982年10月21日 - ）は、日本の俳優。長野県出身。サンミュージックプロダクション所属。

## 人物
サンミュージックアカデミー出身。
趣味は家具作り、読書、特技は料理、殺陣（日本刀、青龍刀、棒術）、歌。
27歳から芝居を始めた。それまではサラリーマンをやっていた。
2019年より、俳優/声優の沖野晃司のファンイベントにゲスト出演したことを機に、沖野晃司、俳優で動画クリエイターの岡部直弥とともにエンタメユニット「KaiRan-Van」を結成。最年長であることからリーダーを務めるも、天然な性格ゆえの突拍子もない言動から笑えるハプニングを起こすことも多く、メンバーからは「愛らしい人」「KaiRan-Vanのおもしろい部分の95%を担っている」と称される愛すべきキャラクターである。その反面、ブランドなどと交渉しイベントへの衣装提供をとりつけてくるなど、思いついたら即実行する行動力と営業力を持つ。ファンからは「宗さん」の愛称で親しまれ、ソロで俳優として活動する傍ら、KaiRan-Vanとしてツイキャス配信、イベント、ロケなど精力的に活動している。

## 出演

### 舞台
- 鳥居みゆき単独ライブ 狂宴封鎖的世界「再生」（2010年7月、草月ホール） - 財前誠二 役
- エアースタジオ
  - 「オサエロ」（2011年4月、AQUAstudio） - 神田喜久男（隊長） 役
  - 「信長」（2011年8月、全労済ホール スペース・ゼロ） - 池田恒興 役
  - 「SAKURA」（2012年3月、両国エアースタジオ） - 原田左之助 役
  - 「Kiss Me You 〜がんばったシンプー達へ〜（2012年5月、新国立劇場小ホール、脚本・演出：藤森一郎）-津田 役
  - 「信長」（2012年8月、全労済ホール スペース・ゼロ） - 池田恒興 役
  - 「美しすぎない女」（2012年11月、両国エアースタジオ） - 宮村敦 役
  - 「GO,JET!GO!GO!vol.6」（2013年12月、AQUAstudio)  - マスター 役
  - 「信長」（2014年2月、全労済ホール スペース・ゼロ） - 佐久間盛重 役
  - 「Kiss Me You 〜がんばったシンプー達へ〜」（2014年9月、キンケロシアター） - 津田 役
  - 「MOTHER」（2015年10月、銀河劇場） -  久保田利雄 役
- 円盤ライダー「メリーなヤロー」脚本・演出/菅野臣太郎（2012年12月、Fj's） - 松下暢宏 役
- 水戸黄門（2013年3月、博多座・新歌舞伎座） ‐ でこ八 役
- 劇団6番シード
  - 「Call me Call you」（2013年6月、吉祥寺シアター） - 馬場一真 役
  - 「Dear　Friends]（2013年、中野MOMO） - 12月1日の日替わり住人 役
  - 「オレンジ新撰組リターンズ」（2014年5月、シアターKASSAI）- 夜吉 役
- FPアドバンス
  - 「男おいらん」（2013年8月、笹塚ファクトリー） - 宗次郎 役
  - 「朗読版　男おいらん」（2014年1月、絵空箱） - 宗次郎 役
  - 「男おいらん」（2014年3月、笹塚ファクトリー / 5月、名古屋市中村文化劇場） - 宗次郎 役
- 紅蓮、還る（2013年10月、シアターKASSAI） - スサ野亡一郎 役
- 企画演劇集団ボクラ団義
  - 「耳があるなら蒼に聞け〜龍馬と十四人の志士〜」（2014年6月、中野ザ・ポケット） - 大久保利通 役
  - 「忍ブ阿呆ニ 死ヌ阿呆」（2015年3月、シアターグリーンBIG TREE THEATER） - 柴田勝家 役
  - 「時をかける206号室」（2015年8月、シアターグリーンBIG TREE THEATER） - 勘太 役
  - 「十七人の侍」（2015年11月、CBGKシブゲキ!!） - マタベェ 役
  - 「耳ガアルナラ蒼ニ聞ケ〜龍馬ト十四人ノ志士〜」（2016年7月、あうるすぽっと / 大阪HEPHALL） - 大久保利通 役
  - 「今だけが戻らない」（2016年11月、CBGKシブゲキ!!） - 辻堂守 役
  - 「飛ばぬ鳥なら落ちもせぬ〜梟雄と呼ばれた男 右筆と呼ばれた男〜」（2017年4月、吉祥寺シアター） - 島左近 役
  - vol.22 特別本公演「関ヶ原で一人」（2019年7月4日 - 15日、シアターグリーン BIG TREE THEATER） - 島左近 役
  - 「神ミタイナ時間」（2021年10月27日 - 10月31日、CBGKシブゲキ!!） - 細井隆明 役
  - 「ハンズアップ2022」（2022年3月19日 - 2022年3月27日、CBGKシブゲキ!!）
- ACRAFT
  - 「紅蓮ふたたび」（2014年10月、笹塚ファクトリー） - スサ野亡一郎 役
  - 「幻燈の獏」（2016年6月、シアターKASSAI） - 姫宮博士・獏・大杉栄 役
- VACAR ENTERTAINMENT「虚ろの姫と害獣の森」（2014年12月、新宿村LIVE） - ゲラルド将軍 役
- タンバリンステージ「鬼切丸」（2015年1月、あうるすぽっと） - 哲童 役
- GRASP
  - 「龍狼伝」（2015年5月、博品館劇場） - 曹仁 役
  - 「龍狼伝 第二章」（2016年4月、シアター1010） - 左慈 役
- DARMA（2015年6月、紀伊國屋ホール） - 堤 役
- ASSH「刻め、我ガ肌ニ君ノ息吹ヲ」（2015年8月、シアター1010） - 鵺 役
- のぶニャがの野望
  - 「トライアル公演〜このニャかに人猫（じんびょう）がいるニャ〜」（2015年12月、俳優座劇場） - さニャ田信之 役
  - 「のぶニャがの野望 番外公演 ねこ軍議〜飼い猫はどいつニャ？〜」（2016年3月、笹塚ファクトリー） - さニャ田信之 役
  - 「のぶニャがの野望 番外公演 ねこ軍議〜飼い猫はどいつニャ？さニャ田編〜」（2016年8月、労音R'sアートコート） - さニャ田信之 役
- ディー・コンテンツ「レプリカ」（2016年1月、笹塚ファクトリー） - 谷村健二 役
- ミュージカル「ホス探へようこそ」The Last Valentine（2016年2月、シアターサンモール） - 香夜 役
- ホットポットクッキング「失神タイムスリドル」（2016年4月、新宿村LIVE） - 武田涼介 役
- ポップンマッシュルームチキン野郎「うちの犬はサイコロを振るのをやめた」（2016年7月、シアターサンモール） - 首相役日替わりゲスト
- DMF/ENG提携公演
  - 「SLeeVe RefRain〜スリーブリフレイン〜」（2016年8月、六行会ホール） - 妖怪 狐の嫁入り 役
  - 「クレプトキング」（2017年11月、六行会ホール） - 宝角晃人 役
- アルカナ・ファミリア 23枚目のタロッコ（2016年9月、シアターサンモール） - ダンテ 役
- X-QUEST「最終兵器ピノキオ、その罪と罰」（2016年10月、シアターサンモール） - ブルーフェアリー 役
- ピアフ〜私は何も後悔しない〜（2016年12月、東京芸術劇場シアターウエスト） - ルイ・ルプレー 役 / ジャン・コクトー 役
- 現代能楽劇Ⅱ「葵上・野宮・隅田川」（2017年5月、伝承ホール） - 光の君 役
- ASSH「蒼海のティーダ」（2017年8月、CBGKシブゲキ!!） - 百竹蛇骨 役
- X-QUEST「義経ギャラクシー」（2018年3月、北とぴあつつじホール） - 静御前 役
- 4S企画「刻め、我ガ肌ニ君ノ息吹ヲ 〜THE ORIGIN〜」（2018年4月、スターフィールド劇場） - 盲の男 役
- 信長の野望・大志
  - 「-春の陣- 天下布武〜金泥の首編〜」（2018年5月17日 - 27日、CBGKシブゲキ!!） - 赤尾清綱 役
  - 「-冬の陣- 王道執行 〜騎虎の白塩編〜」（2018年11月8日 - 12日、シアター1010） - 本願寺顕如 役
  - 「-夢幻- 〜本能寺の変〜」（2019年5月18日 - 26日、戸田市文化会館・シアター1010） - 本願寺顕如 役[3]
  - 「-零- 桶狭間前夜 〜兄弟相克編〜」（2019年11月14日 - 20日、かめありリリオホール / 2019年11月23日、日本特殊陶業市民会館 ビレッジホール） - 本願寺顕如 役[4]
  - 「〜最終章〜群雄割拠関ヶ原」（2021年7月23日 - 25日、かめありリリオホール） - 本願寺顕如 役
- コロッケ特別公演 第一部「爆笑人情時代劇！ 水戸黄門vs和牛十兵衛」（2018年8月25日 - 9月9日、大阪：新歌舞伎座） - 銀次 役／侍 役
- GENKI Produce「家族と呼ばないで」（2020年1月29日 - 2月2日、築地本願寺ブディストホール）[5]
- ぼくらの七日間戦争（2020年9月11日 - 20日、かめありリリオホール） - 杉崎警部 役
  - ぼくらの七日間戦争2022（2022年2月4日 - 6日、東京建物 Brillia HALL） - ⽥中康弘 役
- 遠慮ガチナ殺人鬼（2021年6月9日 - 14日、シアターグリーン BIG TREE THEATER） - 枡沢 圭吾 役
- 御手洗さん（2021年9月29日 - 10月3日、俳優座劇場）- 栄 役
- 舞台「オッドタクシー 金鋼石は傷つかない」（2023年1月25日 - 31日、東京：大手町三井ホール / 2月4日・5日、大阪：COOL JAPAN PARK OSAKA） - 山本 役[6][7][注 1]
  - 舞台「オッドタクシー 金剛石は傷つかない」（2023年11月8日 - 12日〈予定〉、シアター1010 / 11月15日〈予定〉、福岡市民会館 / 11月17日〈予定〉、サンケイホールブリーゼ / 11月25日 - 26日〈予定〉、海老名市文化会館 大ホール）[9]
- 父が死んだ時、僕たちは何年かぶりに集まった。（2023年12月6日 - 10日、CBGKシブゲキ!!）[10]

### テレビドラマ
- ファースト・キス（2007年8月、フジテレビ）
- 炎神戦隊ゴーオンジャー 第1話（2008年2月、テレビ朝日）
- ROOKIES（2008年5月、TBS）
- 千の風になって ドラマスペシャル なでしこ隊 〜少女達だけが見た“特攻隊”封印された23日間〜（2008年9月、フジテレビ）
- 黄金の豚-会計検査庁 特別調査課-（2010年10月 - 12月、日本テレビ） - 栗原宗洋 役
- 逃亡花 第1話（2018年4月、BSジャパン）
- ポルノグラファー（2018年7月 - 9月、フジテレビ/フジテレビオンデマンド） - 城戸士郎 役[11]
- 直撃!シンソウ坂上 2時間SP特番「オウム天才信者VS伝説の刑事」（2018年10月4日、フジテレビ） - 土谷正実 役
- 遠藤憲一と宮藤官九郎の勉強させていただきます 第1話（2018年11月12日、WOWOW） - ソンニバル 役
- 人生が楽しくなる幸せの法則 第5話（2019年2月7日、日本テレビ）
- ポルノグラファー 〜インディゴの気分〜（2019年7月24日 - 8月28日、フジテレビ/フジテレビオンデマンド） - 城戸士郎 役
- 月曜プレミア8 警視庁遺失物捜査ファイル（2020年8月24日、テレビ東京） - 野崎幸久 役
- 来世ではちゃんとします2 第1話（2021年8月12日、テレビ東京） - 婚活四郎 役
- 先生のおとりよせ 第2話・第7話（2022年4月16日・5月21日、テレビ東京） - 金平吾郎 役
- 純愛ディソナンス（2022年） - 橘医師 役
- 僕らのミクロな終末（2023年）
- この素晴らしき世界 第5話・第7話・特別編（2023年）- 沖野島紀明 役[12]
- 全領域異常解決室 第4話（2024年10月30日、フジテレビ） - 香取吉信 役[13]

### 配信ドラマ
- ポルノグラファー（2018年7月28日 - 9月1日、フジテレビオンデマンド）　‐ 城戸士郎 役
- ポルノグラファー 〜インディゴの気分〜（2019年2月28日 - 4月4日、フジテレビオンデマンド） ‐ 城戸士郎 役[14]
- ポルノグラファー 〜春的生活〜（2021年1月16日、フジテレビオンデマンド） ‐ 城戸士郎 役
- ポルノグラファー 〜続・春的生活〜（2021年3月4日、フジテレビオンデマンド） ‐ 城戸士郎 役
- MALICE（2023年9月14日、U-NEXT） - 林部航 役

### 映画
- 劇場版ポルノグラファー〜プレイバック〜（2021年） - 城戸士郎 役
- 神ミタイナ時間（2021年） - 細井隆明 役[15]
- 呪い返し師—塩子誕生（2022年10月7日） - 天道翼 役[16]

### CM
- SEGA ぷよぷよフィーバー PSP（2001年8月）
- エイジェック（2004年8月）
- サントリー BOSS「レインボー篇」（2007年1月）
- 洋服の青山（2007年4月）
- ミスタードーナツ「新ミスド誕生篇」（2008年11月）
- JAバンク「流しソーメン篇」（2012年6月）
- サントリー「－196℃ 極キレ」（2016年3月）

### WEB広告
- タイ国際航空「TCでら夜便」
- LINE証券（熊谷さんシリーズ）

### イベント
- 吉田宗洋ファンイベントvol.1「吉田宗洋のお・も・て・な・し」（2017年4月23日）
- 吉田宗洋ファンイベントvol.2「誕生日一緒に過ごしてくれるかな？」（2017年10月21日）
- オッドフェスvol.2（2018年1月5日）
- 吉田宗洋ファンイベントvol.3「《昼の部》遅れましたが、、新年会？」「《夜の部》夜光蝶開店 〜ママのぶさんのおもてなし〜」（2018年2月22日）
- サンミュージック若手イベント「サン談会 〜やってみました どうですか？〜」（2018年6月27日）
- 吉田宗洋ファンイベント Vol.4「おもてなし2018」（2018年10月21日）
- サンミュージック若手イベント「サン談会 第2回」（2018年12月22日）
- KaiRan-Vanイベント「第1回KaiRan-Van」（2019年9月28日）
- 吉田宗洋ファンイベント Vol.5「おもてなし2019」（2019年10月26日）
- 吉田宗洋ファンイベント Vol.6「吉田宗洋の里帰り〜ここが私のreal sky〜」（2019年12月28日）
- KaiRan-Vanイベント「第2回KaiRan-Van」（2020年2月9日）

### その他
- ユニクロ 夏の水着ショー（2000年）
- イベント「MMM」MC（2014年11月20日）
- 立石純子『hug.』Music Video（2017年4月）